# (34866) 2001 TN119
2001 TN119 (asteroide 34866) é um asteroide da cintura principal. Possui uma excentricidade de 0.13093490 e uma inclinação de 12.96061º.
Este asteroide foi descoberto no dia 15 de outubro de 2001 por LINEAR em Socorro.